# Nastja Gabor
Nastja Gabor, slovenska pevka, * 11. november 1994.

## Življenjepis in glasbena pot
Prihaja s Koroške. Do tretjega razreda osnovne šole je živela na Prevaljah, nato pa so se z družino preselili v Dravograd.
S petjem se je začela ukvarjati že v otroštvu. Nastopila je na več otroških in mladinskih festivalih tako doma kot v tujini (Severna Makedonija, Bolgarija, Nemčija, Črna gora, Budimpešta), v tujini prvič pri dvanajstih letih. Po zmagi na tekmovanju Korajža velja je za nagrado dobila svojo prvo avtorsko pesem, »Prvi ples«, s katero je leta 2007 zmagala na otroškem festivalu FeNS. Na njem je zopet slavila naslednje leto s skladbo »Moj svet«, tokrat v najstniški kategoriji. Leta 2009 sta s Patricijo Selan začeli ustvarjati kot duo oziroma duet Naju. V približno dveh letih delovanja sta skupaj izdali več pesmi. Prvo leto sta nastopili na FeNS-u in Sunčanih skalah, leta 2010 pa na Slovenski popevki (»Metulj«), kjer sta po glasovanju občinstva dosegli četrto mesto.
Leta 2011 se je prijavila na 2. sezono šova Slovenija ima talent. Kljub uspešni avdiciji pred žiranti za polfinale ni bila izbrana. Nekoliko uspešnejša je bila v Misiji Evroviziji, kjer se je uvrstila med prvo šestnajsterico (izpadla je 6. novembra 2011). Poleti 2012 je predstavila solo skladbo »Ta dan«.
Po nekajletnem premoru je leta 2018 zopet začela snemati novo glasbo, začenši s skladbo »Sol na rano«. Tega leta je nastopila na Popevki, in sicer s »Tisoč in eno zgodbo«, pri kateri je zopet sodelovala z Žigo Pirnatom in Andražem Gliho, avtorjema »Metulja«. Sledili so singli »Na koncu vse prav se obrne«, »Mama«, »Še vedno padam nate« in »Jaz in ti«. Slednjega sta zanjo napisala Raay, ki sicer redno sodeluje z njenim partnerjem Luko Basijem, in Marjetka Vovk, izšel pa je dva tedna pred začetkom 6. sezone šova Znan obraz ima svoj glas, v kateri je sodelovala spomladi 2022.

## Zasebno življenje
Poročena je z Matejem Prikeržnikom, bolj znanim kot Luka Basi. Zaročila sta se leta 2021, poročila pa leta 2024. Leta 2018 se jima je rodil sin Tai, leta 2020 pa hči Tia.

## Diskografija
- 2007: Prvi ples
- 2008: Moj svet
- 2012: Ta dan
- 2018: Sol na rano
- 2018: Tisoč in ena zgodba
- 2019: Na koncu vse prav se obrne
- 2020: Mama
- 2021: Še vedno padam nate
- 2022: Jaz in ti
- 2022: V najlepše kraje